# بطولة آسيا لكرة الصالات للسيدات 2018
بطولة آسيا لكرة الصالات للسيدات 2018- هي النسخة الثانية من بطولة آسيا لكرة الصالات للسيدات، وهي بطولة دولية لكرة الصالات تقام كل عامين وينظمها الاتحاد الآسيوي لكرة القدم للفرق الوطنية للسيدات في آسيا. أقيمت البطولة في تايلاند في الفترة من 2 إلى 12 مايو 2018م، وقد تم اختيار تايلاند بوصفها مضيفة من قبل الاتحاد الآسيوي لكرة القدم في 29 يوليو 2017م،. وكان من المقرر في الأصل أن تقام البطولة في الفترة ما بين 15 و26 أغسطس 2017م، بعد عامين من النسخة الافتتاحية في عام 2015م، ولكن تم تأجيلها إلى العام التالي.
شارك في البطولة 15 فريقًا. تم تقسيمهم إلى أربع مجموعات (واحدة تضم ثلاثة فرق، وثلاث مجموعات تضم كل واحدة منها أربعة فرق)، يتأهل الفائزون بالمجموعة وأفضل وصيف إلى ربع النهائي.
كانت البطولة بمثابة تصفيات لبطولة كرة الصالات في دورة الألعاب الأولمبية الصيفية للشباب 2018م في بوينس آيرس، حيث تأهل الفائز والوصيف إلى بطولة الفتيات، ليتم تمثيلهما من قبل فرقهم تحت 18 عامًا.
وقد فازت إيران حاملة اللقب، بلقبها الثاني على التوالي.

## الفرق المتأهلة
من بين 47 اتحادًا عضوًا في الاتحاد الآسيوي لكرة القدم، شارك 15 فريقًا في المسابقة. لم تكن هناك تصفيات، وتم تأهل جميع الفرق المشاركة إلى البطولة النهائية.
| الفريق           | الظهور | أفضل آداء سابق         |
| ---------------- | ------ | ---------------------- |
| تايلاند (المضيف) | الثاني | المركز الثالث (2015)   |
| إيران            | الثاني | البطل (2015)           |
| اليابان          | الثاني | الوصيف (2015)          |
| ماليزيا          | الثاني | المركز الرابع (2015)   |
| الصين            | الثاني | مرحلة المجموعات (2015) |
| هونغ كونغ        | الثاني | مرحلة المجموعات (2015) |
| أوزبكستان        | الثاني | مرحلة المجموعات (2015) |
| فيتنام           | الثاني | مرحلة المجموعات (2015) |
| البحرين          | الأول  | أول مرة                |
| تايبيه الصينية   | الأول  | أول مرة                |
| لبنان            | الأول  | أول مرة                |
| ماكاو            | الأول  | أول مرة                |
| تركمانستان       | الأول  | أول مرة                |
| بنغلاديش         | الأول  | أول مرة                |
| إندونيسيا        | الأول  | أول مرة                |

## الأماكن
تقام المباريات على ملعب بانكوك أرينا، وكذلك على ملعب هوامارك الداخلي في بانكوك.
| نونغ تشوك     | مدينة بانكوك الكبرى | بانج كابي            |
| ------------- | ------------------- | -------------------- |
| بانكوك أرينا  | مدينة بانكوك الكبرى | ملعب هوامارك الداخلي |
| السعة: 12,000 | مدينة بانكوك الكبرى | السعة: 10,000        |
|               |                     |                      |

## إجراء القرعة
أجريت القرعة النهائية في 5 مارس 2018م، في تمام الساعة 15:30 بتوقيت ماليزيا ( UTC+8 )، في مقر الاتحاد الآسيوي لكرة القدم في كوالالمبور. حيث تم توزيع الفرق الخمسة عشر على ثلاث مجموعات من أربعة فرق (المجموعات A، B، C) ومجموعة واحدة من ثلاثة فرق (المجموعة D). وتم تصنيف الفرق وفقًا لأدائها في بطولة كأس آسيا لكرة الصالات للسيدات 2015م، حيث تم تصنيف البلد المضيف تايلاند تلقائيًا ووضعه في المركز A1 في القرعة.
| الوعاء 1                                            | الوعاء الثاني                                | الوعاء الثالث (المشاركون لأول مرة)                                                    |
| --------------------------------------------------- | -------------------------------------------- | ------------------------------------------------------------------------------------- |
| 1. تايلاند (المضيفة) 2. إيران 3. اليابان 4. ماليزيا | 1. الصين 2. هونغ كونغ 3. أوزبكستان 4. فيتنام | 1. البحرين 2. تايبيه الصينية 3. لبنان 4. ماكاو 5. تركمانستان 6. بنغلاديش 7. إندونيسيا |

## الفرق
كل فريق يجب عليه تسجيل تشكيلة مكونة من 14 لاعبة، ويجب أن يكون اثنتان منهن على الأقل حارستي مرمى (المادة 27.1 و27.2 من اللائحة).

## مرحلة المجموعات
يتأهل كل من: الفائز وأفضل وصيف في كل مجموعة إلى الدور نصف النهائي.
كسر التعادل
يتم تصنيف الفرق حسب النقاط، بحيث تكون هناك 3 نقاط للفوز، ونقطة واحدة للتعادل، و0 نقطة للخسارة، وإذا تعادلت الفرق في النقاط، يتم تطبيق معايير كسر التعادل التالية، بالترتيب الموضح، لتحديد التصنيف (وفققًا للمادة 10.5 من اللائحة):
1. النقاط في المباريات المباشرة بين الفرق المتعادلة؛
2. فارق الأهداف في المباريات المباشرة بين الفرق المتعادلة؛
3. الأهداف المسجلة في المباريات المباشرة بين الفرق المتعادلة؛
4. إذا كان أكثر من فريقين متعادلين، وبعد تطبيق جميع معايير المواجهات المباشرة المذكورة أعلاه، لا تزال مجموعة فرعية من الفرق متعادلة، يتم إعادة تطبيق جميع معايير المواجهات المباشرة المذكورة أعلاه حصريًا على هذه المجموعة الفرعية من الفرق؛
5. فارق الأهداف في جميع مباريات المجموعة؛
6. الأهداف المسجلة في جميع مباريات المجموعة؛
7. ركلات الترجيح إذا تعادل فريقان فقط والتقيا في الجولة الأخيرة من المجموعة؛
8. النقاط التأديبية (البطاقة الصفراء = 1 نقطة، البطاقة الحمراء نتيجة بطاقتين صفراوين = 3 نقاط، البطاقة الحمراء المباشرة = 3 نقاط، البطاقة الصفراء تليها البطاقة الحمراء المباشرة = 4 نقاط)؛
9. سحب القرعة.

جميع الأوقات محلية، بتوقيت ICT ( UTC+7 ).
| يوم المباراة | التاريخ       | المباريات      | المباريات  |
| يوم المباراة | التاريخ       | المجموعات A-C  | المجموعة D |
| ------------ | ------------- | -------------- | ---------- |
| اليوم الأول  | 2-3 مايو 2018 | 1 ضد 4، 2 ضد 3 | 3 ضد 1     |
| اليوم الثاني | 4-5 مايو 2018 | 4 ضد 2، 3 ضد 1 | 2 ضد 3     |
| اليوم الثالث | 6-7 مايو 2018 | 1 ضد 2، 3 ضد 4 | 1 ضد 2     |

### المجموعة A
| م | الفريق      | لعب | ف | ت | خ | أ.له | أ.ع | أ.ف | نقاط | التأهل         |
| - | ----------- | --- | - | - | - | ---- | --- | --- | ---- | -------------- |
| 1 | تايلاند (H) | 3   | 2 | 1 | 0 | 24   | 1   | +23 | 7    | Knockout stage |
| 2 | إندونيسيا   | 3   | 2 | 1 | 0 | 12   | 1   | +11 | 7    | Knockout stage |
| 3 | هونغ كونغ   | 3   | 1 | 0 | 2 | 7    | 10  | −3  | 3    |                |
| 4 | ماكاو       | 3   | 0 | 0 | 3 | 0    | 31  | −31 | 0    |                |

| هونغ كونغ | 0–2   | إندونيسيا |
| --------- | ----- | --------- |
|           | تقرير |           |

| تايلاند | 15–0  | ماكاو |
| ------- | ----- | ----- |
|         | تقرير |       |

| ماكاو | 0–7   | هونغ كونغ |
| ----- | ----- | --------- |
|       | تقرير |           |

| إندونيسيا | 1–1   | تايلاند |
| --------- | ----- | ------- |
|           | تقرير |         |

| تايلاند | 8–0   | هونغ كونغ |
| ------- | ----- | --------- |
|         | تقرير |           |

| إندونيسيا | 9–0   | ماكاو |
| --------- | ----- | ----- |
|           | تقرير |       |

### المجموعة B
| م | الفريق         | لعب | ف | ت | خ | أ.له | أ.ع | أ.ف | نقاط | التأهل         |
| - | -------------- | --- | - | - | - | ---- | --- | --- | ---- | -------------- |
| 1 | فيتنام         | 3   | 3 | 0 | 0 | 11   | 1   | +10 | 9    | Knockout stage |
| 2 | تايبيه الصينية | 3   | 2 | 0 | 1 | 10   | 4   | +6  | 6    | Knockout stage |
| 3 | ماليزيا        | 3   | 1 | 0 | 2 | 10   | 8   | +2  | 3    |                |
| 4 | بنغلاديش       | 3   | 0 | 0 | 3 | 2    | 20  | −18 | 0    |                |

| فيتنام | 1–0   | تايبيه الصينية |
| ------ | ----- | -------------- |
|        | تقرير |                |

| ماليزيا | 7–1   | بنغلاديش |
| ------- | ----- | -------- |
|         | تقرير |          |

| بنغلاديش | 0–7   | فيتنام |
| -------- | ----- | ------ |
|          | تقرير |        |

| تايبيه الصينية | 4–2   | ماليزيا |
| -------------- | ----- | ------- |
|                | تقرير |         |

| ماليزيا | 1–3   | فيتنام |
| ------- | ----- | ------ |
|         | تقرير |        |

| تايبيه الصينية | 6–1   | بنغلاديش |
| -------------- | ----- | -------- |
|                | تقرير |          |

### المجموعة C
| م | الفريق  | لعب | ف | ت | خ | أ.له | أ.ع | أ.ف | نقاط | التأهل         |
| - | ------- | --- | - | - | - | ---- | --- | --- | ---- | -------------- |
| 1 | اليابان | 3   | 3 | 0 | 0 | 24   | 5   | +19 | 9    | Knockout stage |
| 2 | الصين   | 3   | 2 | 0 | 1 | 15   | 8   | +7  | 6    | Knockout stage |
| 3 | لبنان   | 3   | 1 | 0 | 2 | 4    | 13  | −9  | 3    |                |
| 4 | البحرين | 3   | 0 | 0 | 3 | 4    | 21  | −17 | 0    |                |

| الصين | 5–2   | البحرين |
| ----- | ----- | ------- |
|       | تقرير |         |

| اليابان | 5–1   | لبنان |
| ------- | ----- | ----- |
|         | تقرير |       |

| لبنان | 0–6   | الصين |
| ----- | ----- | ----- |
|       | تقرير |       |

| البحرين | 0–13  | اليابان |
| ------- | ----- | ------- |
|         | تقرير |         |

| اليابان | 6–4   | الصين |
| ------- | ----- | ----- |
|         | تقرير |       |

| البحرين | 2–3   | لبنان |
| ------- | ----- | ----- |
|         | تقرير |       |

### المجموعة D
| م | الفريق     | لعب | ف | ت | خ | أ.له | أ.ع | أ.ف | نقاط | التأهل         |
| - | ---------- | --- | - | - | - | ---- | --- | --- | ---- | -------------- |
| 1 | إيران      | 2   | 2 | 0 | 0 | 23   | 2   | +21 | 6    | Knockout stage |
| 2 | أوزبكستان  | 2   | 1 | 0 | 1 | 5    | 10  | −5  | 3    | Knockout stage |
| 3 | تركمانستان | 2   | 0 | 0 | 2 | 1    | 17  | −16 | 0    |                |

| تركمانستان | 0–14  | إيران |
| ---------- | ----- | ----- |
|            | تقرير |       |

| أوزبكستان | 3–1   | تركمانستان |
| --------- | ----- | ---------- |
|           | تقرير |            |

| إيران | 9–2   | أوزبكستان |
| ----- | ----- | --------- |
|       | تقرير |           |

## مرحلة خروج المغلوب
في مرحلة خروج المغلوب، يتم استخدام الوقت الإضافي وركلات الترجيح، من أجل تحديد الفريق الفائز إذا لزم الأمر، باستثناء مباراة تحديد المركز الثالث حيث يتم استخدام ركلات الترجيح (بدون اللجوء إلى وقت إضافي) لتحديد الفائز إذا لزم الأمر (المادة 14.1 والمادة 15.1 من اللائحة).
|  | ربع النهائي                    | ربع النهائي                     |                                 |       | نصف النهائي | نصف النهائي |  |  | النهائي | النهائي |
|  |                                |                                 |                                 |       |             |             |  |  |         |         |
|  | 9 May – Indoor Stadium Huamark |                                 |                                 |       |             |             |  |  |         |         |
|  |                                |                                 |                                 |       |             |             |  |  |         |         |
|  | تايلاند                        | 6                               |                                 |       |             |             |  |  |         |         |
|  | تايلاند                        | 6                               | 10 May – Indoor Stadium Huamark |       |             |             |  |  |         |         |
|  | تايبيه الصينية                 | 1                               |                                 |       |             |             |  |  |         |         |
|  | تايبيه الصينية                 | 1                               | تايلاند                         | 1     |             |             |  |  |         |         |
|  | 9 May – Indoor Stadium Huamark |                                 | تايلاند                         | 1     |             |             |  |  |         |         |
|  |                                | اليابان                         | 2                               |       |             |             |  |  |         |         |
|  | اليابان                        | اليابان                         | 2                               | 5     |             |             |  |  |         |         |
|  | اليابان                        |                                 | 12 May – Indoor Stadium Huamark | 5     |             |             |  |  |         |         |
|  | أوزبكستان                      | 1                               |                                 |       |             |             |  |  |         |         |
|  | أوزبكستان                      | 1                               | اليابان                         | 2     |             |             |  |  |         |         |
|  | 9 May – Bangkok Arena          |                                 | اليابان                         | 2     |             |             |  |  |         |         |
|  |                                | إيران                           | 5                               |       |             |             |  |  |         |         |
|  | فيتنام                         | إيران                           | 5                               | 2     |             |             |  |  |         |         |
|  | فيتنام                         | 10 May – Indoor Stadium Huamark |                                 | 2     |             |             |  |  |         |         |
|  | إندونيسيا                      | 1                               |                                 |       |             |             |  |  |         |         |
|  | إندونيسيا                      | 1                               | فيتنام                          | 0     |             |             |  |  |         |         |
|  | 9 May – Bangkok Arena          |                                 | فيتنام                          | 0     |             |             |  |  |         |         |
|  |                                | إيران                           | 5                               |       | النهائي     | النهائي     |  |  |         |         |
|  | إيران                          | إيران                           | 5                               | 4     | النهائي     | النهائي     |  |  |         |         |
|  | إيران                          |                                 | 12 May – Indoor Stadium Huamark | 4     |             |             |  |  |         |         |
|  | الصين                          | 2                               |                                 |       |             |             |  |  |         |         |
|  | الصين                          | 2                               | تايلاند (ج.)                    | 0 (3) |             |             |  |  |         |         |
|  |                                |                                 |                                 |       |             |             |  |  |         |         |
|  | فيتنام                         | 0 (2)                           |                                 |       |             |             |  |  |         |         |
|  | فيتنام                         | 0 (2)                           |                                 |       |             |             |  |  |         |         |

### ربع النهائي
| إيران                                                | 4–2   | الصين                       |
| ---------------------------------------------------- | ----- | --------------------------- |
| - كاريمي 2' - غولامي 16' - ايتدادي 21' - شيربنجي 37' | تقرير | - تيان جيو 3' - تشانغ يو 9' |

| اليابان                                                               | 5–1   | أوزبكستان    |
| --------------------------------------------------------------------- | ----- | ------------ |
| - أميشيرو 15' - ايجاوا 21' - يوكوياما 26' - ناكاجيما 28' - يوتسوي 33' | تقرير | - سافينا 36' |

| فيتنام                                 | 2–1   | إندونيسيا     |
| -------------------------------------- | ----- | ------------- |
| - بو ثيو ترانج 13' - نجوين ثاي هوي 37' | تقرير | - فبريانا 25' |

| تايلاند                                                             | 6–1   | تايبيه الصينية    |
| ------------------------------------------------------------------- | ----- | ----------------- |
| - داريكا 17' - ساسيشيا 23' - جيربرابا تي 23' - موتيتا 32'، 34'، 39' | تقرير | - تشن بين هوي 19' |

### نصف النهائي
يتأهل الفائزون إلى بطولة كرة الصالات للفتيات في دورة الألعاب الأولمبية الصيفية للشباب 2018م، حيث سيتم تمثيلهم من خلال فرقهم تحت 18 عامًا.
| فيتنام | 0–5   | إيران                                                     |
| ------ | ----- | --------------------------------------------------------- |
|        | تقرير | - ساداغياني 5' - ايتدادي 10'، 37' - شيرنجي 14' - زاري 16' |

| تايلاند        | 1–2   | اليابان                |
| -------------- | ----- | ---------------------- |
| - جينيجيرا 30' | تقرير | - ايجاوا 5' - كاتو 33' |

### مباراة المركز الثالث
| تايلاند                          | 0–0   | فيتنام                                         |
| -------------------------------- | ----- | ---------------------------------------------- |
|                                  | تقرير |                                                |
| ركلات الترجيح                    |       |                                                |
| - داريكا - جنيجيرا - هاتيك هانوك | 3–2   | - نجوين ثي هو - لي ثي ثوي لينه - نجوين ثي ثانه |

### النهائي
| اليابان                      | 2–5   | إيران                                                  |
| ---------------------------- | ----- | ------------------------------------------------------ |
| - ايغواتشي 31' - أميشيرو 40' | تقرير | - شيربنجي 27'، 30'، 31' - كومورا 30' (ه.ذ.) - زاري 36' |

## الفائزون
| الفائزات ببطولة آسيا لكرة الصالات 2018 |
| -------------------------------------- |
| إيران للمرة الثانية                    |

## الفرق المؤهلة لدورة الألعاب الأولمبية للشباب
تأهل الفريقان التاليان من الاتحاد الآسيوي لكرة القدم إلى بطولة كرة الصالات للفتيات في دورة الألعاب الأولمبية للشباب الصيفية 2018م. وبما أن إيران تأهلت أيضًا لبطولة كرة الصالات للبنين في دورة الألعاب الأولمبية الصيفية للشباب 2018م، واختارت بطولة الأولاد، بدلاً من اختيارها لبطولة الفتيات، لذا فقد تم استبدالها بتايلاند.
| فريق    | مؤهل على             | المشاركات السابقة في الألعاب الأولمبية للشباب |
| ------- | -------------------- | --------------------------------------------- |
| اليابان | 10 مايو 2018         | 0 (الظهور الأول)                              |
| تايلاند | 19 أغسطس 2018 (مؤكد) | 0 (الظهور الأول)                              |

ملحوظات
- نظرًا لأن الفرق من نفس الاتحاد لا يمكنها اللعب في كل من بطولتي الشباب الأوليمبية للبنين والبنات، فإذا تأهلت فرق من نفس الاتحاد لكلا البطولتين، فيجب عليها ترشيح فريق التأهل المفضل لديها، وسوف يتأهل الفريق التالي في الترتيب بدلاً من ذلك إذا لم يتم ترشيح أحد الفرق المؤهلة.
- وبما أن المشاركة في الرياضات الجماعية (كرة الصالات، وكرة اليد الشاطئية، والهوكي على الجليد، وسباعيات الرجبي) تقتصر على فريق واحد لكل جنس لكل لجنة أولمبية وطنية، فإن الفرق المشاركة في بطولة كرة الصالات في دورة الألعاب الأولمبية للشباب 2018م سوف يتم تأكيدها بحلول منتصف عام 2018م بعد أن تؤكد كل لجنة أولمبية وطنية مؤهلة مشاركتها وإعادة تخصيص أي أماكن تأهيل غير مستخدمة.[11]

## الجوائز
وفي ختام البطولة تم توزيع الجوائز التالية:
| هداف الدوري  | اللاعب الأكثر قيمة | جائزة اللعب النظيف |
| ------------ | ------------------ | ------------------ |
| سارة شربيجي ‏ | فرشته كريمي        | إيران              |

ملاحظات

- سارة شيربيجي أنهت المسابقة متفوقة على أفضل الهدافين الآخرين بفضل مساهمتها بثلاث تمريرات حاسمة، مقارنة باثنتين فقط لمنافسيها

## محرزات الأهداف
عدد الأهداف المُسجلة  189 هدفًا  في 29 مباراة، بمتوسط 6.52 هدفًا في المباراة الواحدة.
9 أهداف
- إيران فاطمة اعتمادي
- إيران سارة شيربنجي
- اليابان آنا أميشيرو
- تايلاند ساسيشا فوثوينغ

6 أهداف
- اليابان ريو ايغاوا
- تايلاند داريكا بيانبايلون

5 أهداف
- إيران فيرشته كاريمي
- إيران فهيمة زاري
- تايلاند موتيتا سينكرام

4 أهداف
- الصين لي جينغ جينغ
- الصين تيان جيو
- قالب:اندونيسيا فيتري روزدينا
- تايلاند جينجيرا بوبفا
- فيتنام ديو ثي نجوين

## تصنيفات فرق البطولة
وفقًا للاتفاقية الإحصائية في كرة القدم، تُحسب المباريات التي تُحسم في الوقت الإضافي على أنها انتصارات وخسارة، بينما تُحسب المباريات التي تُحسم بركلات الترجيح على أنها تعادلات.
| م  | الفريق         | لعب | ف | ت | خ | أ.له | أ.ع | أ.ف | نقاط | Final result                 |
| -- | -------------- | --- | - | - | - | ---- | --- | --- | ---- | ---------------------------- |
| 1  | إيران          | 5   | 5 | 0 | 0 | 37   | 6   | +31 | 15   | Champions                    |
| 2  | اليابان        | 6   | 5 | 0 | 1 | 33   | 12  | +21 | 15   | Runners-up                   |
| 3  | تايلاند (H)    | 6   | 3 | 2 | 1 | 31   | 4   | +27 | 11   | Third place                  |
| 4  | فيتنام         | 6   | 4 | 1 | 1 | 13   | 7   | +6  | 13   | Fourth place                 |
|    |                |     |   |   |   |      |     |     |      |                              |
| 5  | إندونيسيا      | 4   | 2 | 1 | 1 | 13   | 3   | +10 | 7    | Eliminated in quarter-finals |
| 6  | الصين          | 4   | 2 | 0 | 2 | 17   | 12  | +5  | 6    | Eliminated in quarter-finals |
| 7  | أوزبكستان      | 3   | 1 | 0 | 2 | 6    | 15  | −9  | 3    | Eliminated in quarter-finals |
| 8  | تايبيه الصينية | 4   | 2 | 0 | 2 | 11   | 10  | +1  | 6    | Eliminated in quarter-finals |
|    |                |     |   |   |   |      |     |     |      |                              |
| 9  | ماليزيا        | 3   | 1 | 0 | 2 | 10   | 8   | +2  | 3    | Eliminated in group stage    |
| 10 | هونغ كونغ      | 3   | 1 | 0 | 2 | 7    | 10  | −3  | 3    | Eliminated in group stage    |
| 11 | لبنان          | 3   | 1 | 0 | 2 | 4    | 13  | −9  | 3    | Eliminated in group stage    |
| 12 | تركمانستان     | 2   | 0 | 0 | 2 | 1    | 17  | −16 | 0    | Eliminated in group stage    |
| 13 | البحرين        | 3   | 0 | 0 | 3 | 4    | 21  | −17 | 0    | Eliminated in group stage    |
| 14 | بنغلاديش       | 3   | 0 | 0 | 3 | 2    | 20  | −18 | 0    | Eliminated in group stage    |
| 15 | ماكاو          | 3   | 0 | 0 | 3 | 0    | 31  | −31 | 0    | Eliminated in group stage    |

## روابط خارجية
- AFC Women's Futsal Championship
, the-AFC.com
- AFC Women's Futsal Championship 2018, stats.the-AFC.com